# Bathyraja richardsoni
Bathyraja richardsoni е вид хрущялна риба от семейство Arhynchobatidae. Видът не е застрашен от изчезване.

## Разпространение и местообитание
Разпространен е в Канада, Португалия (Азорски острови), САЩ (Масачузетс и Ню Джърси) и Франция.
Среща се на дълбочина от 1370 до 2500 m, при температура на водата от 2,9 до 7,9 °C и соленост 34,5 – 35 ‰.

## Описание
На дължина достигат до 1,8 m.